# A Resurrection (conto)
"A Resurrection" é um conto da escritora americana Willa Cather. Foi publicado pela primeira vez na Home Monthly em abril de 1897.

## Resumo do enredo
Martin está de volta à sua cidade natal, Brownville, Nebraska, onde quer pegar seu filho Bobbie e se mudar para Kansas City com ele. Ao ouvir isso, Marjorie fica chateada: ela não quer se separar da criança. Martin então se senta na margem do Rio Missouri e reflete sobre sua vida: como ele era um dos "ratos do rio" naquela cidade, como ele trabalhou em barcos naquele mesmo rio e, mais tarde, se casou com Aimee de Mar em St. Louis, Missouri, e eles tiveram um filho juntos. Ela gastava demais e ficava entediada com a vida doméstica; acabou morrendo enquanto tentava fugir. Ele então trouxe o bebê de volta para Brownville, e a Srta. Marjorie tem cuidado dele desde então.
Mais tarde, Marjorie manda Bobbie dormir, e Martin vai junto. Ele diz que quer que ela vá para Kansas City com Bobbie e ela. Ela expressa sua consternação com a carta cruel que ele lhe enviou quando se casou com Aimee. Bobbie é acordada pelo som do rio, e Martin, em sua fé na divindade da água, espera que ela concorde com sua proposta.

## Personagens
- Senhorita Marjorie Pierson, também conhecida como Margie.
- Sra. Skimmons
- Martin Dempster
- Bobbie
- Aimee de Mar
- Sra. Pierson, mãe de Marjorie, aleijada por reumatismo.

## Alusões a outras obras
- A literatura é mencionada com La comédie humaine de Honoré de Balzac, Safo, Alfred de Musset e Teócrito.
- A pintura é mencionada com Penitent Magdalene de Guido Reni.
- O Brownville Village Theatre adaptou uma produção teatral em Brownville, Nebraska, no outono de 2017 brownvillevillagethatere.com

## Alusões à história real
- Thomas Tipton, um dos dois primeiros senadores dos Estados Unidos por Nebraska, é mencionado na história de Brownville; ele tinha uma casa lá.
- Brownville é comparada a Pompéia.

## Significado literário e crítica
- Willa Cather visitou Brownville em 1894 para escrever um artigo para o quadragésimo aniversário de sua colonização.[2]